# John Pratt, III marchese di Camden
John Charles Pratt, III marchese di Camden (Londra, 30 giugno 1840 – Londra, 4 maggio 1872), è stato un politico inglese.

## Biografia
Era il figlio di George Pratt, II marchese di Camden, e di sua moglie, Harriet Murray, figlia di George Murray, vescovo di Rochester. Studiò presso il Trinity College.

### Carriera
Nel febbraio 1866 è stato un deputato per Brecon. Tuttavia, nel mese di agosto dello stesso anno successe al padre nel marchesato ed entrò nella Camera dei lord.

### Matrimonio
Sposò, il 12 luglio 1866 a Londra, Lady Clementina Augusta Spencer-Churchill (4 maggio, 1848–27 marzo 1886), figlia di George Spencer-Churchill, VI duca di Marlborough. Ebbero quattro figli:
- figlio nato morto (11 agosto 1868);
- John Francis Charles Pratt, conte di Brecknock (30 agosto 1869);
- Lady Clementine Frances Anne Pratt (2 agosto 1870–13 gennaio 1921), sposò Arthur Walsh, III barone Ormathwaite, non ebbero figli;
- John Pratt, IV marchese di Camden (9 febbraio 1872–15 dicembre 1943).

### Morte
Morì il 4 maggio 1872, all'età di 31 anni, a Eaton Square, Londra.

## Ascendenza
|                                         |                                     |                          | Genitori                            |  |  | Nonni |  |  | Bisnonni                            |  |  | Trisnonni      |  |
|                                         |                                     |                          |                                     |  |  |       |  |  | 8. Charles Pratt, I conte di Camden |  |  | 16. John Pratt |  |
|                                         |                                     |                          |                                     |  |  |       |  |  | 8. Charles Pratt, I conte di Camden |  |  | 16. John Pratt |  |
|                                         |                                     | 17. Elizabeth Wilson     |                                     |  |  |       |  |  | 8. Charles Pratt, I conte di Camden |  |  |                |  |
| 4. John Pratt, I marchese di Camden     |                                     |                          |                                     |  |  |       |  |  | 8. Charles Pratt, I conte di Camden |  |  |                |  |
|                                         |                                     | 9. Elizabeth Jeffreys    | 18. Nicholas Jeffreys               |  |  |       |  |  |                                     |  |  |                |  |
|                                         |                                     | 9. Elizabeth Jeffreys    | 18. Nicholas Jeffreys               |  |  |       |  |  |                                     |  |  |                |  |
|                                         |                                     | 9. Elizabeth Jeffreys    | 19. Frances Eyles                   |  |  |       |  |  |                                     |  |  |                |  |
| 2. George Pratt, II marchese di Camden  |                                     | 9. Elizabeth Jeffreys    |                                     |  |  |       |  |  |                                     |  |  |                |  |
|                                         |                                     | 10. William Molesworth   | 20. John Molesworth, IV baronetto   |  |  |       |  |  |                                     |  |  |                |  |
|                                         |                                     | 10. William Molesworth   | 20. John Molesworth, IV baronetto   |  |  |       |  |  |                                     |  |  |                |  |
|                                         |                                     | 10. William Molesworth   | 21. Barbara Morrice                 |  |  |       |  |  |                                     |  |  |                |  |
| 5. Frances Molesworth                   |                                     | 10. William Molesworth   |                                     |  |  |       |  |  |                                     |  |  |                |  |
|                                         |                                     | 11. Anne Elizabeth Smith | 22. James Smith                     |  |  |       |  |  |                                     |  |  |                |  |
|                                         |                                     | 11. Anne Elizabeth Smith | 22. James Smith                     |  |  |       |  |  |                                     |  |  |                |  |
|                                         |                                     | 11. Anne Elizabeth Smith | …                                   |  |  |       |  |  |                                     |  |  |                |  |
| 1. John Pratt, III marchese di Camden   |                                     | 11. Anne Elizabeth Smith |                                     |  |  |       |  |  |                                     |  |  |                |  |
|                                         | 12. John Murray, III duca di Atholl | 24. George Murray        |                                     |  |  |       |  |  |                                     |  |  |                |  |
|                                         | 12. John Murray, III duca di Atholl | 24. George Murray        |                                     |  |  |       |  |  |                                     |  |  |                |  |
|                                         | 12. John Murray, III duca di Atholl | 25. Amelia Murray        |                                     |  |  |       |  |  |                                     |  |  |                |  |
| 6. George Murray, vescovo di St David's | 12. John Murray, III duca di Atholl |                          |                                     |  |  |       |  |  |                                     |  |  |                |  |
|                                         |                                     | 13. Charlotte Murray     | 26. James Murray, II duca di Atholl |  |  |       |  |  |                                     |  |  |                |  |
|                                         |                                     | 13. Charlotte Murray     | 26. James Murray, II duca di Atholl |  |  |       |  |  |                                     |  |  |                |  |
|                                         |                                     | 13. Charlotte Murray     | 27. Jane Frederick                  |  |  |       |  |  |                                     |  |  |                |  |
| 3. Harriet Murray                       |                                     | 13. Charlotte Murray     |                                     |  |  |       |  |  |                                     |  |  |                |  |
|                                         |                                     | 14. Francis Grant        | 28. James Grant, VI baronetto       |  |  |       |  |  |                                     |  |  |                |  |
|                                         |                                     | 14. Francis Grant        | 28. James Grant, VI baronetto       |  |  |       |  |  |                                     |  |  |                |  |
|                                         |                                     | 14. Francis Grant        | 29. Anne Colquhoun                  |  |  |       |  |  |                                     |  |  |                |  |
| 7. Anne Charlotte Grant                 |                                     | 14. Francis Grant        |                                     |  |  |       |  |  |                                     |  |  |                |  |
|                                         |                                     | 15. Catherine Sophia Cox | 30. Joseph Cox                      |  |  |       |  |  |                                     |  |  |                |  |
|                                         |                                     | 15. Catherine Sophia Cox | 30. Joseph Cox                      |  |  |       |  |  |                                     |  |  |                |  |
|                                         |                                     | 15. Catherine Sophia Cox | 31. Katharine Sophia Herbert        |  |  |       |  |  |                                     |  |  |                |  |
|                                         |                                     | 15. Catherine Sophia Cox |                                     |  |  |       |  |  |                                     |  |  |                |  |